# Universidade Católica da América
A Universidade Católica da América (em inglês:  The Catholic University of America), é uma universidade privada localizada em Washington, D.C. nos Estados Unidos. É uma pontifícia universidade da Igreja Católica nos Estados Unidos e a única instituição de ensino superior fundada pela Conferência dos Bispos Católicos dos Estados Unidos. Fundada em 1887 como um centro de graduação e pesquisa após a aprovação pelo Papa Leão XIII no Domingo de Páscoa, a universidade começou oferecendo ensino. O campus da universidade está inserido em vários campus, o qual contém 60 instituições Católicas, incluindo a Universidade de Trinity Washington e a Casa de Estudos Dominicana.
Tem sido considerada uma das 25 mais subestimadas faculdades nos Estados Unidos. Uma das melhores faculdades da nação pelo Princeton Review, um dos melhores preços de todas as escolas privadas do país pelo Kiplinger’s, “uma das universidades mais ecologicamente sustentáveis no país”, foi premiada com o “mais elevado reconhecimento que uma instituição pode receber” por serviços comunitários, e foi recomendada pela Sociedade Cardeal Newman no Guia Newman para Escolher uma Universidade Católica.
Os programas da Universidade Católica da Americana enfatizam as artes liberais, educação profissional, e desenvolvimento pessoal e integrado com a comunidade. A faculdade permanece em contato próximo com a Igreja Católica e organizações Católicas. A universidade também tem uma longa história de trabalho com os Cavaleiros de Colombo; a basílica e a escola de direito da universidade se envolvem em dedicação e apoio aos Cavaleiros.